# Oxypetalum rariflorum
Oxypetalum rariflorum är en oleanderväxtart som beskrevs av Gustaf Oskar Andersson Malme. Oxypetalum rariflorum ingår i släktet Oxypetalum och familjen oleanderväxter. Inga underarter finns listade i Catalogue of Life.